# Sam Rubin
Pour les articles homonymes, voir Rubin.
Sam Rubin, né le 16 février 1960 à San Diego (Californie) et mort le 10 mai 2024 à Los Angeles (Californie), est un journaliste américain.

## Biographie
Sam Rubin naît le 16 février 1960 à San Diego. Il est diplômé de l'Occidental College en 1982, en études américaines et en rhétorique. 
Il fait ses premiers pas dans la presse en travaillant pour le National Enquirer et Fox Entertainment News. Il rejoint KTLA en 1991, où il remporte de nombreux News Emmys et Golden Mike Awards et se voit décerner un prix pour l'ensemble de sa carrière par l'association des radiodiffuseurs de Californie du Sud.
En 2007 il épouse Leslie Gale Shuman, avec elle il a deux enfants.
Il coécrit des biographies sur Jacqueline Onassis et Mia Farrow. 
Transporté en urgence à l'hôpital à Los Angeles à la suite d'une crise cardiaque, Sam Rubin meurt le 10 mai 2024 dans cette ville à l'âge de 64 ans. Il laisse dans le deuil sa femme, Leslie, et quatre enfants.